# Список губернаторов Айовы
Губернатор Айовы — глава исполнительной ветви власти, правительства, главнокомандования вооруженными силами штата Айова. Губернатор обязан соблюдать государственные законы, одобрять или отклонять законы, принятые Генеральной ассамблеей штата, созывать законодательный орган в любое время, и использовать право помилования, за исключением случаев государственной измены или импичмента.
Губернатор избирается на четырёхлетний срок, который начинается во вторник после второго понедельника января после выборов. Раньше срок пребывания в должности губернатора составлял два года, но это было изменено с помощью конституционной поправки в 1972 году. Избранным губернатором считается человек не моложе 30 лет и прописанный в Айове не менее 2 лет. Вице-губернатор избирается на тот же срок, что и губернатор. Если должность губернатора становится вакантной, вице-губернатор становится губернатором на оставшийся срок. На настоящее время губернатор не ограничен сроками пребывания в должности.
Резиденция губернатора — Тэррес-Хилл. Заработная плата губернатора в 2011—2012 гг. составляла 130 000 $ в год.

## Губернаторы

### Губернаторы территории Айова
Территория Айова была образована 4 июля 1838 года путём отделения от территории Висконсин. За время своего существования территорией руководили 3 губернатора, назначенные президентом. Роберт Лукас приступил к своим обязанностям только спустя шесть недель после создания территории Айова, поэтому в данный промежуток времени Уильям Конвей был исполняющим обязанности губернатора.
 Член Демократической партии (2)
 Член партии вигов (1)
| № | Портрет | Губернатор | Губернатор                           | Начало срока         | Конец срока    | Назначен         |
| - | ------- | ---------- | ------------------------------------ | -------------------- | -------------- | ---------------- |
| 1 |         |            | Роберт Лукас Robert Lucas 1781—1853  | 15 августа 1838 года | 13 мая 1841    | Мартин Ван Бюрен |
| 2 |         |            | Джон Чемберс John Chambers 1780—1852 | 13 мая 1841          | 18 ноября 1845 | Уильям Гаррисон  |
| 3 |         |            | Джеймс Кларк James Clarke 1812—1850  | 18 ноября 1845       | 3 декабря 1846 | Джеймс Полк      |

### Губернаторы штата Айова
Из общего числа губернаторов штата Айова, 30 из них состояли в Республиканской партии, 10 — в Демократической, 1 — в партии вигов. Самым долгим по пребыванию на посту губернатора штата является в настоящий момент Терри Бранстед, руководивший штатом 16 лет и который был переизбран через определённое время (последним таким был Самюэль Кёрквуд в 1876 году). Самое короткое пребывание на этом посту было у Роберта Фултона, который проработал 16 дней в начале 1969 года.
 Член Демократической партии (10)
 Член партии вигов (1)
 Член Республиканской партии (30)
| №  | Портрет | Губернатор | Губернатор                                              | Начало срока         | Конец срока          |
| -- | ------- | ---------- | ------------------------------------------------------- | -------------------- | -------------------- |
| 1  |         |            | Энзел Бриггс Ansel Briggs 1806—1881                     | 3 декабря 1846 года  | 4 декабря 1850 года  |
| 2  |         |            | Стивен Хемпстед Stephen P. Hempstead 1812—1883          | 4 декабря 1850 года  | 9 сентября 1854 года |
| 3  |         |            | Джеймс Гримс James Wilson Grimes 1816—1872              | 9 сентября 1854 года | 13 января 1858 года  |
| 4  |         |            | Ральф Лоу Ralph Phillips Lowe 1816—1872                 | 13 января 1858 года  | 11 января 1860 года  |
| 5  |         |            | Сэмюэл Кирквуд Samuel J. Kirkwood 1813—1894             | 11 января 1860 года  | 14 января 1864 года  |
| 6  |         |            | Уильям Стоун William Milo Stone 1827—1893               | 14 января 1864 года  | 16 января 1868 года  |
| 7  |         |            | Сэмюэль Меррилл Samuel Merrill 1822—1899                | 16 января 1868 года  | 11 января 1872 года  |
| 8  |         |            | Сайрус Карпентер Cyrus Clay Carpenter 1829—1898         | 11 января 1872 года  | 13 января 1876 года  |
| 9  |         |            | Сэмюэл Кирквуд Samuel J. Kirkwood 1813—1894             | 13 января 1876 года  | 1 февраля 1877 года  |
| 10 |         |            | Джошуа Ньюболд Joshua G. Newbold 1830—1903              | 1 февраля 1877 года  | 17 января 1878 года  |
| 11 |         |            | Джон Джеар John Henry Gear 1825—1900                    | 17 января 1878 года  | 12 января 1882 года  |
| 12 |         |            | Бурен Шерман Buren Robinson Sherman 1836—1904           | 12 января 1882 года  | 14 января 1886 года  |
| 13 |         |            | Уильям Лэрэби William Larrabee 1832—1912                | 14 января 1886 года  | 27 февраля 1890 года |
| 14 |         |            | Гораций Бойес Horace Boies 1827—1923                    | 27 февраля 1890 года | 11 января 1894 года  |
| 15 |         |            | Фрэнк Джэксон Frank Darr Jackson 1854—1938              | 11 января 1894 года  | 16 января 1896 года  |
| 16 |         |            | Френсис Дрейк Francis Marion Drake 1830—1903            | 16 января 1896 года  | 13 января 1898 года  |
| 17 |         |            | Лесли Шоу Leslie Mortier Shaw 1848—1932                 | 13 января 1898 года  | 16 января 1902 года  |
| 18 |         |            | Альберт Камминс Albert Baird Cummins 1850—1926          | 16 января 1902 года  | 24 ноября 1908 года  |
| 19 |         |            | Уоррен Гарст Warren Garst 1850—1924                     | 24 ноября 1908 года  | 14 января 1909 года  |
| 20 |         |            | Берил Кэрролл Beryl Franklin Carroll 1860—1939          | 14 января 1909 года  | 16 января 1913 года  |
| 21 |         |            | Джордж Кларк George Washington Clarke 1852—1936         | 16 января 1913 года  | 11 января 1917 года  |
| 22 |         |            | Уильям Гардинг William Lloyd Harding 1877—1934          | 11 января 1917 года  | 13 января 1921 года  |
| 23 |         |            | Натан Кендалл Nathan Edward Kendall 1868—1936           | 13 января 1921 года  | 15 января 1925 года  |
| 24 |         |            | Джон Хэммилл John Hammill 1875—1936                     | 15 января 1925 года  | 15 января 1931 года  |
| 25 |         |            | Дэниел Тёрнер Daniel Webster Turner 1877—1969           | 15 января 1931 года  | 12 января 1933 года  |
| 26 |         |            | Клайд Герринг Clyde LaVerne Herring 1879—1945           | 12 января 1933 года  | 14 января 1937 года  |
| 27 |         |            | Нельсон Крейшл Nelson George Kraschel 1889—1957         | 14 января 1937 года  | 12 января 1939 года  |
| 28 |         |            | Джордж Уилсон George Allison Wilson 1884—1953           | 12 января 1939 года  | 14 января 1943 года  |
| 29 |         |            | Бёрк Хикенлупер Bourke Blakemore Hickenlooper 1896—1971 | 14 января 1943 года  | 11 января 1945 года  |
| 30 |         |            | Роберт Блу Robert Donald Blue 1898—1989                 | 11 января 1945 года  | 13 января 1949 года  |
| 31 |         |            | Уильям Бэрдсли William Shane Beardsley 1901—1954        | 13 января 1949 года  | 21 ноября 1954 года  |
| 32 |         |            | Лео Элтон Leo Elthon 1898—1967                          | 21 ноября 1954 года  | 13 января 1955 года  |
| 33 |         |            | Лео Хойег Leo Arthur Hoegh 1908—2000                    | 13 января 1955 года  | 17 января 1957 года  |
| 34 |         |            | Гершель Лавлисс Herschel Cellel Loveless 1911—1989      | 17 января 1957 года  | 12 января 1961 года  |
| 35 |         |            | Норман Эрбе Norman Arthur Erbe 1919—2000                | 12 января 1961 года  | 17 января 1963 года  |
| 36 |         |            | Гарольд Хьюз Harold Everett Hughes 1922—1996            | 17 января 1963 года  | 1 января 1969 года   |
| 37 |         |            | Роберт Фултон Robert David Fulton 1929—2024             | 1 января 1969 года   | 16 января 1969 года  |
| 38 |         |            | Роберт Рэй Robert Dolph Ray 1928—2018                   | 16 января 1969 года  | 14 января 1983 года  |
| 39 |         |            | Терри Бранстед Terry Edward Branstad р. 1946            | 14 января 1983 года  | 15 января 1999 года  |
| 40 |         |            | Том Вилсэк Thomas James Vilsack р. 1950                 | 15 января 1999 года  | 12 января 2007 года  |
| 41 |         |            | Чет Кэалвер Chester John Culver р. 1966                 | 12 января 2007 года  | 14 января 2011 года  |
| 42 |         |            | Терри Бранстед Terry Edward Branstad р. 1946            | 14 января 2011 года  | 24 мая 2017          |
| 43 |         |            | Ким Рейнольдс Kimberly Kay Reynolds р. 1959             | 24 мая 2017          | Действующий          |

## Ныне живущие бывшие губернаторы
По состоянию на март 2024 года живы трое бывших губернаторов штата Айова:
| Губернатор     | Годы губернаторства  | Дата рождения   |
| -------------- | -------------------- | --------------- |
| Том Вилсэк     | 1999—2007            | 13 декабря 1950 |
| Чет Калвер     | 2007—2011            | 25 января 1966  |
| Терри Бранстед | 1983—1999, 2011—2017 | 17 ноября 1946  |